# Atlanta Open 2024 - Doppio
Il doppio del torneo di tennis professionistico Atlanta Open 2024, facente parte della categoria ATP Tour 250 nell'ambito dell'ATP Tour 2024, si è giocato all' Atlantic Station di Atlanta, negli Stati Uniti, dal 22 al 28 luglio 2024. Nathaniel Lammons e Jackson Withrow erano i campioni in carica e hanno difeso con successo il loro titolo, sconfiggendo in finale André Göransson e Sem Verbeek con il punteggio di 4-6, 6-4, [12-10].

## Teste di serie
1. Max Purcell /  Jordan Thompson (quarti di finale, ritirati)
2. Nathaniel Lammons /  Jackson Withrow (campioni)

1. Julian Cash /  Robert Galloway (semifinale)
2. Diego Hidalgo /  John-Patrick Smith (primo turno)

## Wildcard
1. Keshav Chopra /  Andres Martin (primo turno)

1. Brandon Nakashima /  Bryce Nakashima (primo turno)

## Ranking protetto
1. William Blumberg /  Marcus Daniell (semifinale)

1. Christian Harrison /  Fabrice Martin (primo turno)

## Alternate
1. Rithvik Choudary Bollipalli /  Niki Kaliyanda Poonacha (primo turno)
2. Hans Hach Verdugo /  Adrian Mannarino (quarti di finale)

1. Tristan Schoolkate /  Adam Walton (quarti di finale, ritirati)

## Tabellone

### Legenda
| - Q = Qualificato - WC = Wild card - LL = Lucky loser | - ALT = Alternate - SE = Special Exempt - PR = Protected Ranking | - w/o = Walkover - r = Ritirato - d = Squalificato |

|  | Primo turno | Primo turno                        | Primo turno                        | Primo turno | Primo turno |  |  | Quarti di finale | Quarti di finale           | Quarti di finale           | Quarti di finale      | Quarti di finale    |   |     | Semifinali | Semifinali                  | Semifinali           | Semifinali                        | Semifinali |   |      | Finale | Finale | Finale | Finale | Finale |  |
|  |             |                                    |                                    |             |             |  |  |                  |                            |                            |                       |                     |   |     |            |                             |                      |                                   |            |   |      |        |        |        |        |        |  |
|  | 1           | M Purcell J Thompson               | 4                                  | 6           | [11]        |  |  |                  |                            |                            |                       |                     |   |     |            |                             |                      |                                   |            |   |      |        |        |        |        |        |  |
|  | WC          | Bra Nakashima Bry Nakashima        | 6                                  | 2           | [9]         |  |  | 1                | M Purcell J Thompson       | M Purcell J Thompson       | M Purcell J Thompson  |                     |   |     |            |                             |                      |                                   |            |   |      |        |        |        |        |        |  |
|  |             | A Göransson S Verbeek              | A Göransson S Verbeek              | 6           | 7           |  |  |                  | A Göransson S Verbeek      | A Göransson S Verbeek      | A Göransson S Verbeek | w/o                 |   |     |            |                             |                      |                                   |            |   |      |        |        |        |        |        |  |
|  | WC          | K Chopra A Martin                  | K Chopra A Martin                  | 4           | 5           |  |  |                  |                            |                            |                       |                     |   |     |            | A Göransson S Verbeek       | 6                    | 69                                | [10]       |   |      |        |        |        |        |        |  |
|  | 3           | J Cash R Galloway                  | 6                                  | 5           | [11]        |  |  |                  |                            | 3                          | J Cash R Galloway     | 4                   | 7 | [7] |            |                             |                      |                                   |            |   |      |        |        |        |        |        |  |
|  | PR          | C Harrison F Martin                | 3                                  | 7           | [9]         |  |  | 3                | J Cash R Galloway          | J Cash R Galloway          | 6                     | 7                   |   |     |            |                             |                      |                                   |            |   |      |        |        |        |        |        |  |
|  |             | R Seggerman P Trhac                | R Seggerman P Trhac                | 3           | 63          |  |  | Alt              | H Hach Verdugo A Mannarino | H Hach Verdugo A Mannarino | 2                     | 64                  |   |     |            |                             |                      |                                   |            |   |      |        |        |        |        |        |  |
|  | Alt         | H Hach Verdugo A Mannarino         | H Hach Verdugo A Mannarino         | 6           | 7           |  |  |                  |                            |                            |                       |                     |   |     |            | André Göransson Sem Verbeek | 6                    | 4                                 | [10]       |   |      |        |        |        |        |        |  |
|  | PR          | W Blumberg M Daniell               | 3                                  | 7           | [10]        |  |  |                  |                            |                            |                       |                     |   |     |            |                             | 2                    | Nathaniel Lammons Jackson Withrow | 4          | 6 | [12] |        |        |        |        |        |  |
|  |             | V Kirkov A Rinderknech             | 6                                  | 5           | [4]         |  |  | PR               | W Blumberg M Daniell       | W Blumberg M Daniell       | W Blumberg M Daniell  | w/o                 |   |     |            |                             |                      |                                   |            |   |      |        |        |        |        |        |  |
|  | Alt         | T Schoolkate A Walton              | T Schoolkate A Walton              | 7           | 7           |  |  | Alt              | T Schoolkate A Walton      | T Schoolkate A Walton      | T Schoolkate A Walton |                     |   |     |            |                             |                      |                                   |            |   |      |        |        |        |        |        |  |
|  | 4           | D Hidalgo J-P Smith                | D Hidalgo J-P Smith                | 64          | 63          |  |  |                  |                            |                            |                       |                     |   |     | PR         | W Blumberg M Daniell        | W Blumberg M Daniell | 64                                | 4          |   |      |        |        |        |        |        |  |
|  |             | A Karacev M McDonald               | A Karacev M McDonald               | 65          | 4           |  |  |                  |                            | 2                          | N Lammons J Withrow   | N Lammons J Withrow | 7 | 6   |            |                             |                      |                                   |            |   |      |        |        |        |        |        |  |
|  |             | E King R Stalder                   | E King R Stalder                   | 7           | 6           |  |  |                  | E King R Stalder           | 4                          | 7                     | [6]                 |   |     |            |                             |                      |                                   |            |   |      |        |        |        |        |        |  |
|  | Alt         | RC Bollipalli N Kaliyanda Poonacha | RC Bollipalli N Kaliyanda Poonacha | 65          | 4           |  |  | 2                | N Lammons J Withrow        | 6                          | 67                    | [10]                |   |     |            |                             |                      |                                   |            |   |      |        |        |        |        |        |  |
|  | 2           | N Lammons J Withrow                | N Lammons J Withrow                | 7           | 6           |  |  |                  |                            |                            |                       |                     |   |     |            |                             |                      |                                   |            |   |      |        |        |        |        |        |  |